# Clasamentul antrenorilor din Supercupa României
Tabelul de mai jos cuprinde clasamentul antrenorilor din Supercupa României, ordonat după numărul de trofee ale Cupei României câștigate. Cifrele sunt valabile la 17 iunie 2023. Antrenorul care stă pe bancă în ultima etapă a sezonului e considerat câștigătorul de drept al trofeului.

## Tabelul cronologic al antrenorilor câștigători
| Ediții | Antrenori            | Cupe | Sezoane | Cluburi               | Note                                                                             |
| --- | -------------------- | ---- | ------- | --------------------- | -------------------------------------------------------------------------------- |
| 1 | Dumitru Dumitriu     | 1    | 1994    | Steaua București      | Primul antrenor care a câștigat Supercupa României.                              |
| 2 | Dumitru Dumitriu     | 2    | 1995    | Steaua București      |                                                                                  |
| În 1996 și 1997 supercupa nu s-a mai jucat din cauza că atât cupa cât și campionatul au fost câștigate de Steaua București. |                      |      |         |                       |                                                                                  |
| 3 | Mihai Stoichiță      | 1    | 1998    | Steaua București      |                                                                                  |
| 4 | Mircea Lucescu       | 1    | 1999    | Rapid București       |                                                                                  |
| În 2000 Dinamo București a realizat eventul.                                                                                |                      |      |         |                       |                                                                                  |
| 5 | Victor Pițurcă       | 1    | 2001    | Steaua București      |                                                                                  |
| 6 | Mircea Rednic        | 1    | 2002    | Rapid București       |                                                                                  |
| 7 | Mircea Rednic        | 2    | 2003    | Rapid București       |                                                                                  |
| În 2004 Dinamo București a realizat eventul.                                                                                |                      |      |         |                       |                                                                                  |
| 8 | Ioan Andone          | 1    | 2005    | Dinamo București      |                                                                                  |
| 9 | Cosmin Olăroiu       | 1    | 2006    | Steaua București      |                                                                                  |
| 10 | Cristiano Bergodi    | 1    | 2007    | Rapid București       | Primul antrenor străin care a câștigat Supercupa României.                       |
| În 2008 Dinamo București a realizat eventul.                                                                                |                      |      |         |                       |                                                                                  |
| 11 | Toni Conceição       | 1    | 2009    | CFR Cluj              | Primul antrenor al unei echipe din provincie care a câștigat Supercupa României. |
| 12 | Andrea Mandorlini    | 1    | 2010    | CFR Cluj              |                                                                                  |
| 13 | Dorinel Munteanu     | 1    | 2011    | Oțelul Galați         |                                                                                  |
| 14 | Dario Bonetti        | 1    | 2012    | Dinamo București      |                                                                                  |
| 15 | Laurențiu Reghecampf | 1    | 2013    | Steaua București      |                                                                                  |
| 16 | Daniel Isăilă        | 1    | 2014    | Astra Giurgiu         |                                                                                  |
| 17 | Dan Petrescu         | 1    | 2015    | ASA Târgu Mureș       |                                                                                  |
| 18 | Marius Șumudică      | 1    | 2016    | Astra Giurgiu         |                                                                                  |
| 19 | Claudiu Niculescu    | 1    | 2017    | FC Voluntari          |                                                                                  |
| 20 | Edward Iordănescu    | 1    | 2018    | CFR Cluj              |                                                                                  |
| 21 | Gheorghe Hagi        | 1    | 2019    | Viitorul Constanța    |                                                                                  |
| 22 | Edward Iordănescu    | 2    | 2020    | CFR Cluj              |                                                                                  |
| 23 | Marinos Ouzounidis   | 1    | 2021    | Universitatea Craiova |                                                                                  |
| 24 | Cristiano Bergodi    | 1    | 2022    | Sepsi Sfântu Gheorghe |                                                                                  |
| 25 | Liviu Ciobotariu     | 1    | 2023    | Sepsi Sfântu Gheorghe |                                                                                  |

## Clasamentul antrenorilor din Supercupa României
| Ediții | Antrenori            | Cupe | Sezoane     | Cluburi                                      | Note                                                                                              |
| ------ | -------------------- | ---- | ----------- | -------------------------------------------- | ------------------------------------------------------------------------------------------------- |
|        | Dumitru Dumitriu     | 2    | 1994, 1995  | Steaua București(2)                          | Primul antrenor care a câștigat Supercupa României; primul care a câștigat-o de 2 ori consecutiv. |
|        | Mircea Rednic        | 2    | 2002, 2003  | Rapid București(2)                           |                                                                                                   |
|        | Edward Iordănescu    | 2    | 2018, 2020  | CFR Cluj(2)                                  |                                                                                                   |
|        | Cristiano Bergodi    | 2    | 2007, 2022, | Rapid București(1), Sepsi Sfântu Gheorghe(1) | Primul antrenor străin care a câștigat Supercupa României.                                        |
|        | Mihai Stoichiță      | 1    | 1998        | Steaua București                             |                                                                                                   |
|        | Mircea Lucescu       | 1    | 1999        | Rapid București                              |                                                                                                   |
|        | Victor Pițurcă       | 1    | 2001        | Steaua București                             |                                                                                                   |
|        | Ioan Andone          | 1    | 2005        | Dinamo București                             |                                                                                                   |
|        | Cosmin Olăroiu       | 1    | 2006        | Steaua București                             |                                                                                                   |
|        | Toni Conceição       | 1    | 2009        | CFR Cluj                                     |                                                                                                   |
|        | Andrea Mandorlini    | 1    | 2010        | CFR Cluj                                     |                                                                                                   |
|        | Dorinel Munteanu     | 1    | 2011        | Oțelul Galați                                |                                                                                                   |
|        | Dario Bonetti        | 1    | 2012        | Dinamo București                             |                                                                                                   |
|        | Laurențiu Reghecampf | 1    | 2013        | Steaua București                             |                                                                                                   |
|        | Daniel Isăilă        | 1    | 2014        | Astra Giurgiu                                |                                                                                                   |
|        | Dan Petrescu         | 1    | 2015        | ASA Târgu Mureș                              |                                                                                                   |
|        | Marius Șumudică      | 1    | 2016        | Astra Giurgiu                                |                                                                                                   |
|        | Claudiu Niculescu    | 1    | 2017        | FC Voluntari                                 |                                                                                                   |
|        | Gheorghe Hagi        | 1    | 2019        | Viitorul Constanța                           |                                                                                                   |
|        | Marinos Ouzounidis   | 1    | 2021        | Universitatea Craiova                        |                                                                                                   |
|        | Liviu Ciobotariu     | 1    | 2023        | Sepsi Sfântu Gheorghe                        |                                                                                                   |